# Premio Nobel de la Paz 2021
El Premio Nobel de la Paz 2021 fue anunciado por el Comité Nobel noruego en Oslo, el 8 de octubre de 2021. María Ressa y Dmitri Murátov recibieron el premio «por sus esfuerzos para salvaguardar la libertad de expresión, que es una condición previa para la democracia y la paz duradera».
La ceremonia formal de premiación está programada para realizarse en Oslo el 10 de diciembre de 2021, día del aniversario de la muerte de Alfred Nobel. En 2020, la ceremonia regresa a su antiguo lugar, el Atrium de la Facultad de Derecho de la Universidad de Oslo, tras celebrarse en el Ayuntamiento de Oslo durante el período 1990-2019.
Se presentaron 329 postulaciones para el premio, al momento de cerrarse las nominaciones el 31 de enero de 2021. La Agencia de Noticias Noruega informó a principios de 2021 que María Ressa había sido nominada por Jonas Gahr Støre, el primer ministro noruego designado tras las elecciones parlamentarias de Noruega en 2021.

## Proceso de nominación
Diferentes grupos de nominadores calificados pueden postular candidatos, incluidos miembros de asambleas nacionales y gobiernos nacionales, jefes de Estado, jueces de ciertos tribunales internacionales, académicos titulares de nivel catedrático universitario en campos relevantes y exlaureados. Una proporción significativa de las nominaciones son presentadas por diputados y académicos noruegos. Las nominaciones se envían al Comité Noruego del Nobel, con sede en Oslo, generalmente en un idioma escandinavo, como noruego, sueco o danés, o en inglés. Las nominaciones para el premio 2021 se abrieron el 1 de septiembre de 2020 y se cerraron el 31 de enero de 2021 (hora de Noruega).

## Candidatos
En 2021 hubo 329 postulados, 234 personas naturales y 95 organizaciones. La Fundación Nobel no puede hacer sus propias nominaciones durante al menos 50 años. Los nominadores individuales pueden, y en ocasiones lo hacen, optar por publicar la postulación que están presentando, y los medios noruegos a menudo informan sobre candidaturas por nominadores calificados, como los miembros del parlamento o los académicos calificados.
La Agencia de Noticias Noruega informó el 31 de enero de 2021 que los nominados de 2021 confirmados por nominadores noruegos calificados (parlamentarios o académicos) antes de la fecha límite incluían a los siguientes candidatos:
| Candidato | Nominador (es)                                                                            | Fuente      |
| --- | ----------------------------------------------------------------------------------------- | ----------- |
| Campaña para detener a los robots asesinos                                                                                       | Audun Lysbakken, miembro del Parlamento                                                   | [ 3 ] [ 4 ] |
| Alekséi Navalni | Ola Elvestuen, Mathilde Tybring-Gjedde y Peter Christian Frølich, miembros del Parlamento | [ 3 ] [ 4 ] |
| Martin Lee | Mathilde Tybring-Gjedde y Peter Christian Frølich, miembros del Parlamento                | [ 3 ] [ 4 ] |
| Prensa libre de Hong Kong | Ola Elvestuen, Terje Breivik y Jon Gunnes, miembros del Parlamento                        | [ 3 ] [ 4 ] |
| Red internacional de verificación de hechos                                                                                      | Trine Skei Grande y Tore Storehaug, miembros del Parlamento                               | [ 3 ] [ 4 ] |
| María Ressa | Jonas Gahr Støre, miembro del parlamento                                                  | [ 3 ] [ 4 ] |
| Reporteros sin fronteras | Sveinung Stensland, miembro del parlamento                                                | [ 3 ] [ 4 ] |
| Las vidas de los negros son importantes                                                                                          | Petter Eide, miembro del parlamento                                                       | [ 3 ] [ 4 ] |
| OTAN | Erlend Wiborg, miembro del parlamento                                                     | [ 3 ] [ 4 ] |
| Coalición para las Innovaciones en Preparación para Epidemias y GAVI                                                             | Carl-Erik Grimstad, miembro del parlamento                                                | [ 3 ] [ 4 ] |
| Movimiento Scout | Solveig Schytz, miembro del parlamento                                                    | [ 3 ] [ 4 ] |
| Jane Goodall y la Plataforma Intergubernamental de Ciencia y Política sobre Biodiversidad y Servicios de los Ecosistemas (IPBES) | Dag Øistein Endsjø, profesor de estudios religiosos                                       | [ 3 ] [ 4 ] |
| Marilyn Waring | Margunn Bjørnholt, profesor de Sociología                                                 | [ 3 ] [ 4 ] |
| Sviatlana Tsikhanouskaya | Hårek Elvenes, Jette Christensen y Geir Toskedal, miembros del Parlamento                 | [ 3 ] [ 4 ] |

## Laureados
El 8 de octubre de 2021, el Comité Nobel anunció su decisión de otorgar Premio Nobel de la Paz 2021 a los periodistas María Ressa y Dmitri Murátov «por sus esfuerzos para salvaguardar la libertad de expresión, que es una condición previa para la democracia y la paz duradera».
Dmitri Murátov dijo que hubiera preferido que el líder opositor encarcelado Alekséi Navalni recibiera el premio en su lugar.

## Comité del premio
Los miembros del Comité Noruego del Nobel son elegidos por el Parlamento noruego y son responsables de seleccionar al ganador de acuerdo con la testamento de Alfred Nobel. Los miembros del comité en 2021 fueron:
- Berit Reiss-Andersen (presidente, nacido en 1954), abogado y expresidente del Colegio de Abogados de Noruega, ex secretario de Estado del Ministro de Justicia y Policía, en representación del Partido Laborista de Noruega. Miembro del Comité Noruego del Nobel desde 2012, reelegido para el período 2018-2023.
- Asle Toje (vicepresidente, nacido en 1974), académico en política exterior. Nombrado para el período 2018-2023.
- Anne Enger (nacida en 1949), exlíder del Partido de Centro y Ministra de Cultura. Miembro desde 2018, reelegida para el período 2021-2026.
- Kristin Clemet (nacida en 1957), exministra de Administración Pública y Trabajo y Ministra de Educación e Investigación. Nombrada para el período 2021-2026.
- Jørgen Watne Frydnes (nacido en 1984), exmiembro del consejo de administración de Médicos Sin Fronteras de Noruega, miembro de la junta del Comité Noruego de Helsinki.[10] Nombrado para el período 2021-2026.

## Ceremonia del premio

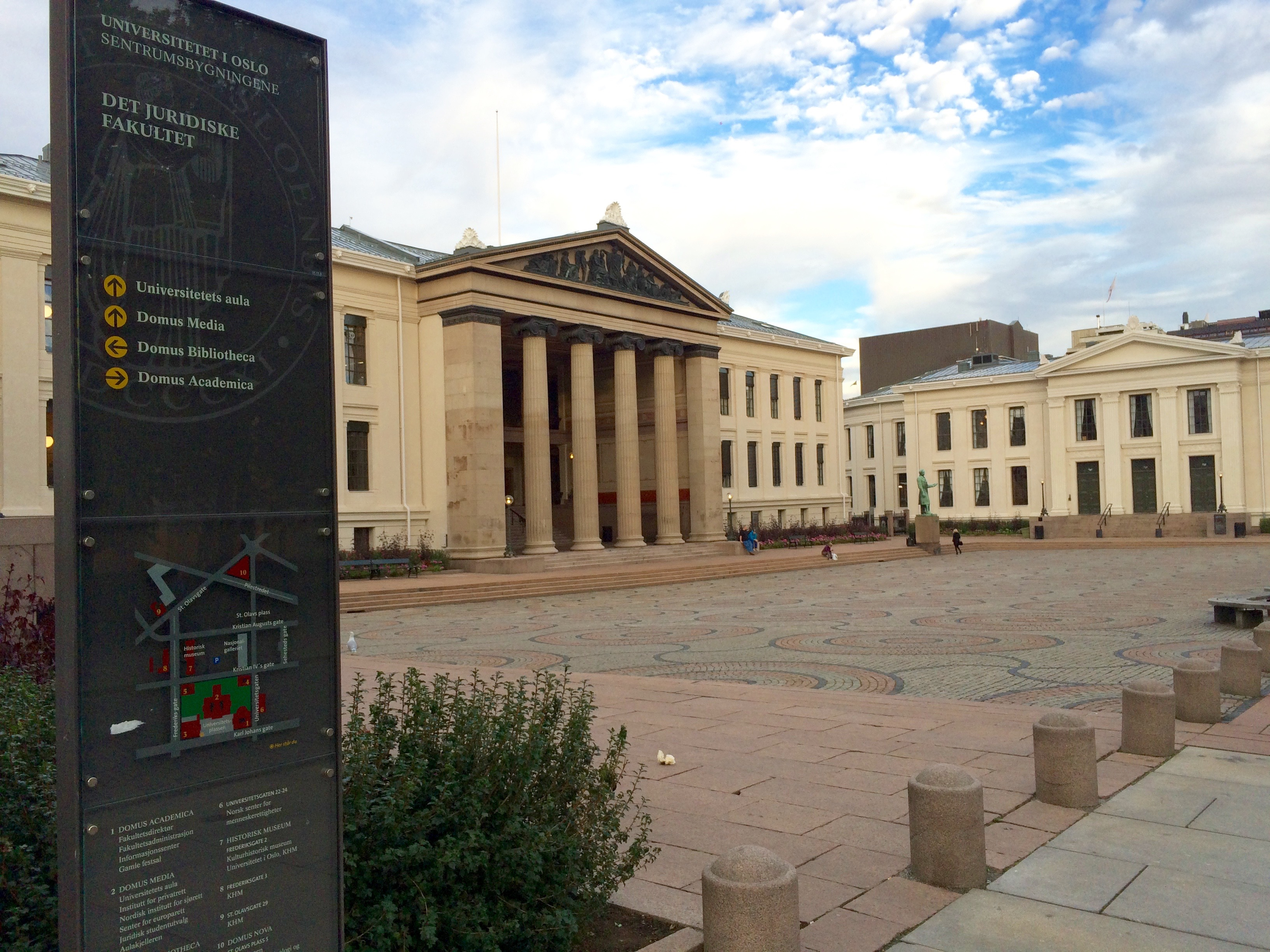
Atrium de la Facultad de Derecho de la Universidad de Oslo, sede de la ceremonia de entrega de premios de 1947 a 1989 y nuevamente a partir de 2020

Está previsto que la ceremonia de entrega de premios se celebre en Oslo el 10 de diciembre de 2021, aniversario de la muerte de Alfred Nobel. En 2020, la ceremonia regresó a su antiguo lugar, el Atrium de la Facultad de Derecho de la Universidad de Oslo, después de celebrarse en el Ayuntamiento de Oslo durante el período 1990-2019.